# Mount Saint Catherine
Mount Saint Catherine – wulkan na wyspie Grenada. Jest to najwyższy szczyt zarówno wyspy jak i całego państwa.